# Carte de Selden

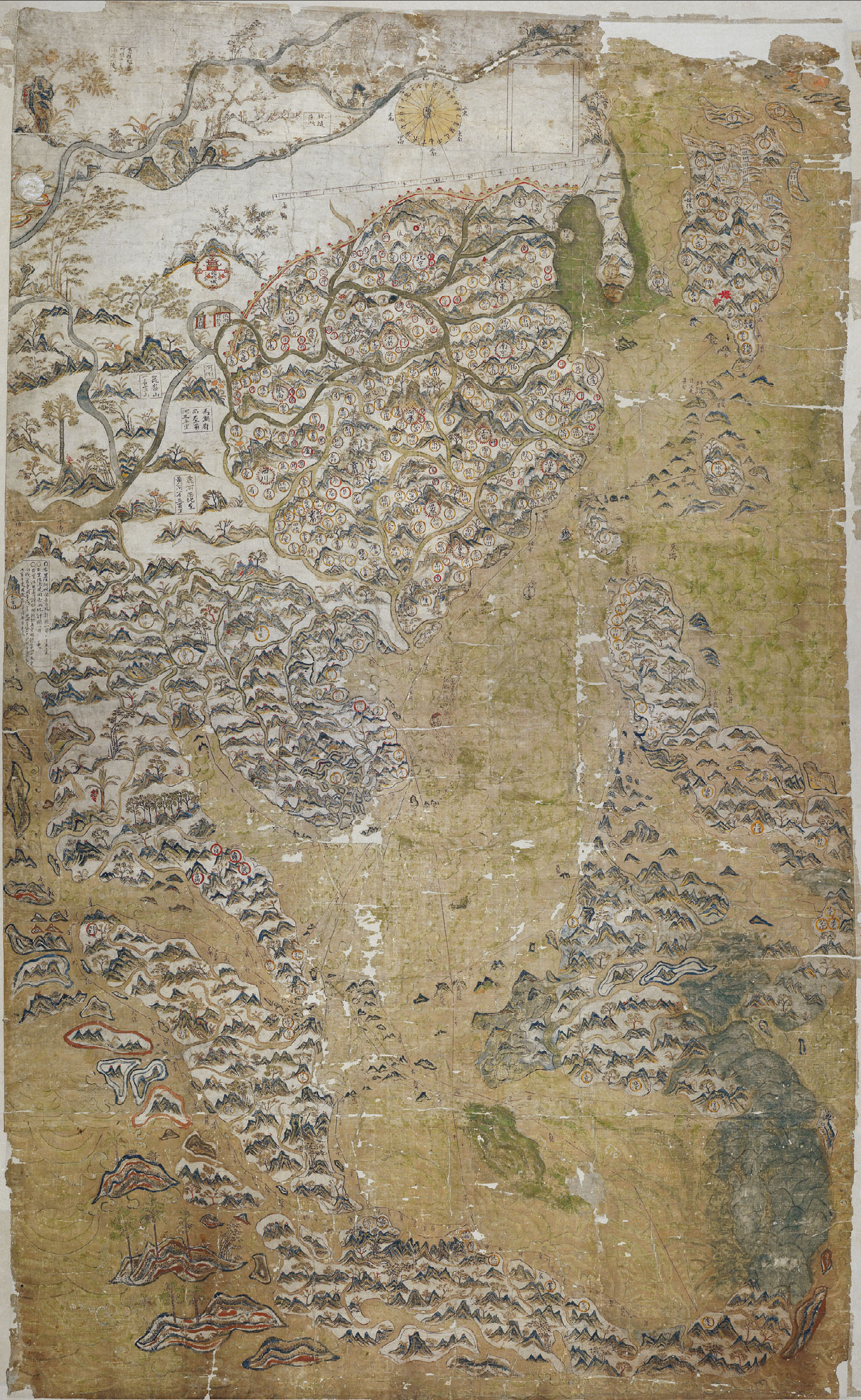
La carte de Selden.

La carte de Selden est une carte de l'Extrême-Orient réalisée par un Chinois au début du XVIIe siècle. Elle est remarquable par ses dimensions, son originalité et sa relative exactitude.

## Description de la carte
La carte mesure 160 cm de long sur 96,5 cm de large. Elle représente la partie du monde que connaissaient les Chinois de ce temps, c'est-à-dire la superficie qui s'étend de l'océan Indien à l'ouest aux îles Moluques à l'est, de Java au sud au Japon au nord. Le centre est occupé par la mer de Chine méridionale.
Elle est dessinée à la main et à l'encre noire. La terre, de couleur sable pâle, est décorée de montagnes et de végétaux. Des villes et les ports sont figurées ainsi que les routes maritimes. Les écritures sont en caractères chinois. La carte ne ressemble à aucune carte chinoise de la dynastie Ming (1368-1644) pour plusieurs raisons :
- la superficie représentée dépasse la Chine
- le degré d'exactitude est remarquable pour l'époque. « Au cours de la première moitié du XVIIe siècle, la carte de Selden a été la plus précise de toutes les cartes de navigation représentant la mer de Chine méridionale »[b 2]
- elle intègre des éléments européens (rose des vents, règle graduée)[b 3].
- Les principaux trajets suivis par les navires sont tracés.

## Conception
On ne connait pas l'auteur du document mais on peut déduire son origine chinoise. L'historien canadien Timothy Brook estime sa réalisation vers 1608. Le cartographe semble s'être fondé sur un routier possédé par l'archevêque William Laud et sur des cartes européennes. Il a d'abord tracé les routes maritimes puis dessiné les contours des terres.
La figuration des principales routes maritimes indique l'utilisation de la carte dans un but de navigation commerciale.

## Histoire de la carte
Conçue en Extrême-Orient, peut-être à Bantam ou Jakarta, elle aurait été  rapportée en Angleterre par un capitaine de navire anglais, John Saris puis achetée par John Selden . En 1653, cet éminent juriste la légue, ainsi que ses livres et manuscrits, à la Bibliothèque bodléienne d'Oxford. Elle entre dans les collections de cette institution en 1659 et y reste encore de nos jours. Oubliée, la carte est redécouverte par les historiens Robert Batchelor puis Timothy Brook, en 2008.